# ISO 3166-2:MX
Az ISO 3166-2:MX egy földrajzi kódokat definiáló ISO szabvány; az ISO 3166-2 szabvány területeket és településeket leíró kódjai közül a Mexikóra vonatkozók tartoznak ide. A Mexikó tagállamait jelölő kód első két betűje Mexikó ISO 3166-1 kódja, azaz MX, míg az utolsó három karakter betű.
| Kód    | Tagállam             |
| ------ | -------------------- |
| MX-DIF | Distrito Federal     |
| MX-AGU | Aguascalientes       |
| MX-BCN | Alsó-Kalifornia      |
| MX-BCS | Déli-Alsó-Kalifornia |
| MX-CAM | Campeche             |
| MX-CHP | Chiapas              |
| MX-CHH | Chihuahua            |
| MX-COA | Coahuila             |
| MX-COL | Colima               |
| MX-DUR | Durango              |
| MX-GUA | Guanajuato           |
| MX-GRO | Guerrero             |
| MX-HID | Hidalgo              |
| MX-JAL | Jalisco              |
| MX-MEX | México               |
| MX-MIC | Michoacán            |
| MX-MOR | Morelos              |
| MX-NAY | Nayarit              |
| MX-NLE | Új-León              |
| MX-OAX | Oaxaca               |
| MX-PUE | Puebla               |
| MX-QUE | Querétaro            |
| MX-ROO | Quintana Roo         |
| MX-SLP | San Luis Potosí      |
| MX-SIN | Sinaloa              |
| MX-SON | Sonora               |
| MX-TAB | Tabasco              |
| MX-TAM | Tamaulipas           |
| MX-TLA | Tlaxcala             |
| MX-VER | Veracruz             |
| MX-YUC | Yucatán              |
| MX-ZAC | Zacatecas            |

## Lásd még
- ISO 3166-1